# Ernando Tiago
Ernando Tiago (São Paulo, 1963) é um ator brasileiro.
Já teve passagens pela Rede Record e CNT e desde 2007 atua em novelas no SBT. Entre 2014 e 2015 esteve na novela Chiquititas.
Em 2023 integrou o elenco da microssérie de suspense “Fica entre nós” , uma produção divulgada com exclusividade na plataforma Instagram.

## Carreira

### Televisão
| Ano  | Título                   | Personagem                  | Notas       |
| ---- | ------------------------ | --------------------------- | ----------- |
| 2017 | Crime Time               | Valdir                      | 2 episódios |
| 2015 | Chiquititas              | Cícero Gomes / Homem Triste |             |
| 2014 | Chiquititas              | Cícero Gomes / Homem Triste |             |
| 2011 | Amor e Revolução         | Fritz                       | [ 2 ]       |
| 2009 | Vende-se um Véu de Noiva | Josias                      |             |
| 2008 | Revelação                | André Fernandes             |             |
| 2007 | Maria Esperança          | Aurélio                     |             |
| 2003 | Turma do Gueto           | Ronaldo Cabral              |             |
| 2001 | Roda da Vida             | Ronaldo                     |             |
| 2001 | Amor e Ódio              | Ótavio Costa                |             |
| 2001 | Chiquititas              | Davi Machado                |             |
| 1999 | Louca Paixão             | Daniel                      |             |
| 1998 | Do Fundo do Coração      | André                       |             |
| 1998 | Estrela de Fogo          | Camilo                      |             |
| 1996 | A Última Semana          | Matheus                     |             |
| 1996 | Irmã Catarina            | Pedro                       |             |
| 1996 | Ele Vive                 | Anás Chá                    |             |
| 1996 | Razão de Viver           | Rafael Novaes               |             |

### Cinema
| Ano  | Título                                   | Personagem | Notas          |
| ---- | ---------------------------------------- | ---------- | -------------- |
| 2021 | Esquadrão na Moral                       | Rômulo     |                |
| 2019 | Hebe: A Estrela do Brasil                | Elísio     |                |
| 2016 | Uma Bela Canção para o Fim do Expediente | Pai        | Curta-metragem |

## Teatro[3]
- 2021 - Rainha Ester, direção de Rogério Fabiano
- 2016-19 - Trair e coçar, é só começar!, direção de José Scavazini
- 2003-04 - Sábado, Domingo e Segunda, direção de Bárbara Bruno, com Nicette Bruno, Renato Consorte e grande elenco.